# John S. Barbour
John Strode Barbour, född 8 augusti 1790 i Culpeper County, Virginia, död 12 januari 1855 i Culpeper County, Virginia, var en amerikansk politiker. Han representerade delstaten Virginias 15:e distrikt i USA:s representanthus 1823-1833. Han var kusin till Philip Pendleton Barbour och James Barbour.
Barbour studerade vid The College of William & Mary. Han studerade sedan juridik och inledde 1811 sin karriär som advokat i Culpeper County. Han deltog i 1812 års krig.
Barbour blev invald i representanthuset i kongressvalet 1822. Han var först anhängare av William H. Crawford och i fortsättningen var han anhängare av Andrew Jackson och gick sedan med i demokraterna. Han efterträddes 1833 som kongressledamot av Edward Lucas. Barbour var ordförande på demokraternas konvent inför presidentvalet i USA 1852.
Sonen John S. Barbour, Jr. representerade Virginia i båda kamrarna av USA:s kongress senare under 1800-talet.